# Chùa Tứ Kỳ
Chùa Tứ Kỳ còn có tên Linh Tiên tự thuộc thôn Tứ Kỳ, phường Hoàng Liệt, Hà Nội. Chùa đã được công nhận là di tích lịch sử - văn hóa năm 1995.

## Lịch sử
Theo tấm bia khắc vào tháng 2 năm thứ 8 niên hiệu Chính Hòa (1687) thì chùa có thể xây dựng vào năm này.
Chùa được xây dựng trên một khu đất cao ráo về phía Đông Bắc làng, phía ngoài là tam quan, tiếp đến nhà bia, tiền đường, thượng điện, nhà Tổ, nhà Mẫu và vườn tháp.
Tam quan sừng sững được trạm trổ rồng phượng trông thật uy nghi, qua khỏi tam quan đến 2 nhà bia kiểu phương đình chồng diêm, trong mỗi nhà có 1 tấm bia đá đặt trên lưng rùa.
Tòa tiền đường 5 gian 2 dĩ đầu hồi bít đốc tay ngai, vì kèo kết cấu chồng rường giá chiêng, mái phân thượng tứ - hạ tứ. Thượng điện là ngôi nhà 1 gian, nối liền với toà tiền đường kết cấu hình chữ Đinh. Nhà Tổ được làm theo kiểu đầu hồi bít đốc, kiến trúc đơn giản bằng những vật liệu mới do tu sửa năm 1993. Nhà Mẫu gồm 5 gian. Việc bài trí tượng thờ so với các chùa khác đơn giản hơn vì thiếu bộ tượng Khuyến Thiện, Trừng Ác, Thập điện Diêm vương và tòa Cửu Long.
Sát tường hậu tiền đường, bên phải đặt tượng Thánh Hiền, bên trái là tượng Đức Ông, gần tượng Thánh Hiền là 1 quả chuông khá lớn có khắc chữ "Linh Tiên tự" đúc năm Thiệu Trị 1 (1841).
Dọc gian giữa thượng điện là hệ thống bệ thờ xây gạch, bày các bộ tượng: Quan Âm Nam Hải ở giữa, hai bên là 2 vị Bồ Tát, sau đó là bộ tượng A Di Đà tam tôn, trong cùng phía trên cao nhất là bộ tượng Tam thế.
Tường hậu là nhà thờ Mẫu, trên tòa thạch đống có tượng mà người ta đoán là Chánh vương Phủ Thị Nội Cung Tần họ Nguyễn, tên Diệu Tâm và các pho tượng Ngũ vị tôn ông, Quan Hoàng, Đức Thánh Trần. Tượng trong nhà Tổ đều thể hiện tư thế ngồi, khuôn mặt từ bi.